# IC 3025
IC 3025 ist eine linsenförmige Zwerggalaxie vom Hubble-Typ S0/a im Sternbild Jungfrau auf der Ekliptik. Sie ist schätzungsweise 18 Millionen Lichtjahre von der Milchstraße entfernt und hat einen Durchmesser von etwa 20.000 Lichtjahren. Unter der Katalognummer VCC 21 wird sie als Mitglied des Virgo-Galaxienhaufens gelistet.
Im selben Himmelsareal befinden sich u. a. die Galaxien NGC 4119, IC 3013, IC 3037, IC 3043.
Das Objekt wurde am 7. Mai 1904 von Royal Harwood Frost entdeckt.